# Mistrzostwa NCAA Division I w Zapasach w 1966
Mistrzostwa NCAA Division I w zapasach rozgrywane były w Ames w dniach 24–26 marca 1966 roku. Zawody odbyły się w Iowa State Armory, na terenie Uniwersytetu Stanu Iowa.
- Outstanding Wrestler – Yōjirō Uetake

## Wyniki

### Drużynowo
| Kolejność | Szkoła                    | Zespół         |
| --------- | ------------------------- | -------------- |
| 1.        | Oklahoma State University | Cowboys        |
| 2.        | Iowa State University     | Cyclones       |
| 3.        | University of Oklahoma    | Sooners        |
| 4.        | Lehigh University         | Mountain Hawks |
| 5.        | University of Michigan    | Wolverines     |
| 6.        | Michigan State University | Spartans       |

### All American

#### 115 lb
| Lp. | Zawodnik      | Szkoła                |
| --- | ------------- | --------------------- |
| 1.  | Rick Sanders  | Portland State        |
| 2.  | Ernie Gillum  | Iowa State            |
| 3.  | Masaaki Hatta | Oklahoma State        |
| 4.  | Mike Remer    | California Poly-State |
| 5.  | Ron Iwasaki   | Oregon State          |
| 6.  | Tino Lambros  | Michigan              |

#### 123 lb
| Lp. | Zawodnik       | Szkoła           |
| --- | -------------- | ---------------- |
| 1.  | Mike Caruso    | Lehigh           |
| 2.  | Bob Fehrs      | Michigan         |
| 3.  | Bob Steenlage  | Army             |
| 4.  | Warren Crow    | SUNY-Albany      |
| 5.  | Rich Leichtman | Iowa State       |
| 6.  | Bobby Guzzo    | East Stroudsburg |

#### 130 lb
| Lp. | Zawodnik      | Szkoła         |
| --- | ------------- | -------------- |
| 1.  | Yōjirō Uetake | Oklahoma State |
| 2.  | Joe Peritore  | Lehigh         |
| 3.  | Bob Campbell  | Indiana        |
| 4.  | Curtis Scott  | Oregon         |
| 5.  | Dale Anderson | Michigan State |
| 6.  | Don Milone    | Temple         |

#### 137 lb
| Lp. | Zawodnik        | Szkoła         |
| --- | --------------- | -------------- |
| 1.  | Gene Davis      | Oklahoma State |
| 2.  | Mike Sager      | Oklahoma       |
| 3.  | Bill Stuart     | Lehigh         |
| 4.  | Bill Johannesen | Michigan       |
| 5.  | Masaru Yatabe   | Portland State |
| 6.  | Jerry Cheynet   | Kansas State   |

#### 145 lb
| Lp. | Zawodnik        | Szkoła         |
| --- | --------------- | -------------- |
| 1.  | Bill Blacksmith | Lock Haven     |
| 2.  | Dale Bahr       | Iowa State     |
| 3.  | Jerry Stanley   | Oklahoma       |
| 4.  | Jim Rogers      | Oklahoma State |
| 5.  | Bob Robbins     | Army           |
| 6.  | James Pond      | Georgia Tech   |

#### 152 lb
| Lp. | Zawodnik    | Szkoła         |
| --- | ----------- | -------------- |
| 1.  | Dick Cook   | Michigan       |
| 2.  | Joe Bavaro  | Gettysburg     |
| 3.  | Jim Kamman  | Michigan State |
| 4.  | Mike Reding | Oklahoma State |
| 5.  | Alan Frude  | Wyoming        |
| 6.  | Bill Brown  | Kansas State   |

#### 160 lb
| Lp. | Zawodnik       | Szkoła           |
| --- | -------------- | ---------------- |
| 1.  | Greg Ruth      | Oklahoma         |
| 2.  | Vic Marucci    | Iowa State       |
| 3.  | John Carr      | Wilkes           |
| 4.  | Elmer Beale    | Wisconsin        |
| 5.  | Chet Dalgewicz | East Stroudsburg |
| 6.  | Dan Hensley    | Washington State |

#### 167 lb
| Lp. | Zawodnik        | Szkoła            |
| --- | --------------- | ----------------- |
| 1.  | Dave Reinbolt   | Ohio State        |
| 2.  | Roger Mickish   | Oklahoma          |
| 3.  | John Rushatz    | Lehigh            |
| 4.  | Bill Bachardy   | Lycoming          |
| 5.  | Bill Byers      | Northern Colorado |
| 6.  | Bob Drebenstedt | Oklahoma State    |

#### 177 lb
| Lp. | Zawodnik      | Szkoła            |
| --- | ------------- | ----------------- |
| 1.  | Tom Peckham   | Iowa State        |
| 2.  | Fred Fozzard  | Oklahoma State    |
| 3.  | Jerry Swope   | Lock Haven        |
| 4.  | Gary Cook     | East Stroudsburg  |
| 5.  | Dave Mucka    | Moravian          |
| 6.  | Gordon Fisher | Northern Colorado |

#### 191 lb
| Lp. | Zawodnik         | Szkoła         |
| --- | ---------------- | -------------- |
| 1.  | Bill Harlow      | Oklahoma State |
| 2.  | Don Buzzard      | Iowa State     |
| 3.  | Tom Foster       | Utah State     |
| 4.  | Rich Whittington | California     |
| 5.  | Jon Nichols      | Navy           |
| 6.  | Tony Bennett     | Oklahoma       |

#### Open
| Lp. | Zawodnik        | Szkoła          |
| --- | --------------- | --------------- |
| 1.  | Dave Porter     | Michigan        |
| 2.  | Bob Billberg    | Minnesota State |
| 3.  | Luke Sharpe     | Oklahoma        |
| 4.  | Steve Shippos   | Iowa State      |
| 5.  | Jeff Richardson | Michigan State  |
| 6.  | Tom Beeson      | Western State   |